# 银多乡
银多乡，是中华人民共和国四川省甘孜藏族自治州新龙县下辖的一个乡镇级行政单位。

## 行政区划
银多乡下辖以下地区：
土木寺村、阿色一村和阿色二村。